# Sympycnus chilensis
Sympycnus chilensis är en tvåvingeart som beskrevs av Octave Parent 1928. Sympycnus chilensis ingår i släktet Sympycnus och familjen styltflugor. Inga underarter finns listade i Catalogue of Life.